# Riccardo Billi
Riccardo Billi (Siena, 22 aprile 1906 – Roma, 13 aprile 1982) è stato un attore e doppiatore italiano.

## Biografia

Giotto Tempestini, Lisa Lisette e Riccardo Billi nel varietà Oooopl... là! Radio Rai nel 1948

Dopo l'esordio, nel 1926, come dicitore alla Casina delle Rose di Roma, venne scritturato dalla Compagnia di operette di Lydia Johnson, in cui rimase fino al 1931, anno in cui entrò nella Compagnia Maresca, al fianco di Wanda Osiris. Successivamente passò dal varietà alla prosa e dalla commedia musicale (fu capocomico in una delle prime, Il vedovo allegro, 1937) alla rivista.
Entrato a far parte della Compagnia del teatro comico musicale di Roma di Radio Rai di Roma, partecipò a diversi programmi di rivista e varietà (Il bilione, 1947), conquistando una grande popolarità con la trasmissione radiofonica La Bisarca (1948-1951) di Garinei e Giovannini, dove interpretava il ruolo di Noè, successivamente portato nella rivista teatrale e nel film omonimi (1951). Fu proprio durante l'adattamento teatrale della rivista che conobbe Mario Riva, con il quale formò la coppia "Billi e Riva", una delle più longeve e acclamate della comicità nostrana, protagonista alla radio di trasmissioni di successo come Cappello a cilindro (1953), Il giringiro (nel 1953) e Serie d'oro (1954).
In teatro, con riviste come Alta tensione (1951-1952), I fanatici (1952-1953), Caccia al tesoro (1953-1954) e Siamo tutti dottori (1954-1955), e al cinema (dove Billi aveva debuttato già nel 1938 con L'ha fatto una signora di Mario Mattoli), in pellicole come Scuola elementare (1954) di Alberto Lattuada, la coppia accumulò una serie continua di successi. Il sodalizio artistico si interruppe per la riluttanza di Billi nei confronti del mezzo televisivo (dove aveva esordito con Riva in Un due tre, 1954). Billi tornò al teatro di rivista con la Osiris, e girò numerosi film commerciali, facendo del cinema la sua principale attività professionale.
Tornò in radio sporadicamente, per trasmissioni come Il fiore all'occhiello (1958) e Caccia grossa (1965). Saltuariamente si dedicò anche al doppiaggio. Partecipò anche al Pinocchio televisivo di Comencini (1972), nella parte dell'Omino di burro, il conducente del carro che porta nel Paese dei Balocchi. Si dedicò al teatro per ragazzi dal 1968 al 1975, portando in scena favole come Alì Babà e i quaranta ladroni, Cenerentola, Pollicino ed Il gatto con gli stivali.
Fu l'ebanista Aronne Piperno ne Il marchese del Grillo (1981) con la regia di Mario Monicelli. 
Interpretò il ruolo del nonno di Pierino nei due film Pierino contro tutti (1981) e Pierino colpisce ancora (1982) diretti da Marino Girolami. Interpretò ancora un nonno anche nel suo ultimo ruolo cinematografico, nel film W la foca (1982), diretto da Nando Cicero, uscito nelle sale cinematografiche un mese prima della sua scomparsa in seguito ad un infarto, 9 giorni prima di compiere 76 anni. Riposa nella tomba di famiglia nel Cimitero del Laterino della sua città natale, Siena.
Massone, nel 1952 era membro effettivo della Loggia Honor n. 506, di Roma.

## Filmografia
- L'ha fatto una signora, regia di Mario Mattoli (1938)
- Fanfulla da Lodi, regia di Giulio Antamoro e Carlo Duse (1940)
- Miseria e nobiltà, regia di Corrado D'Errico (1940)
- Gian Burrasca, regia di Sergio Tofano (1943)
- Il cappello da prete, regia di Ferdinando Maria Poggioli (1944)
- Le avventure di Pinocchio, regia di Giannetto Guardone (1947)
- Se fossi deputato, regia di Giorgio Simonelli (1949)
- Ho sognato il paradiso, regia di Giorgio Pàstina (1949)
- Una voce nel tuo cuore, regia di Alberto D'Aversa (1949)
- Adamo ed Eva, regia di Mario Mattoli (1949)
- Margherita da Cortona, regia di Mario Bonnard (1950)
- Tototarzan, regia di Mario Mattoli (1950)
- I cadetti di Guascogna, regia di Mario Mattoli (1950)
- La bisarca, regia di Giorgio Simonelli (1950)
- Totò sceicco, regia di Mario Mattoli (1950)
- Ha fatto 13, regia di Carlo Manzoni (1951)
- Vendetta... sarda, regia di Mario Mattoli (1951)
- Porca miseria!, regia di Giorgio Bianchi (1951)
- Il padrone del vapore, regia di Mario Mattoli (1951)
- Arrivano i nostri, regia di Mario Mattoli (1951)
- Anema e core, regia di Mario Mattoli (1951)
- Accidenti alle tasse!!, regia di Mario Mattoli (1951)
- Giovinezza, regia di Giorgio Pastina (1952)
- Bellezze in motoscooter, regia di Carlo Campogalliani (1952)
- Abracadabra, regia di Max Neufeld (1952)
- Siamo tutti milanesi, regia di Mario Landi (1953)
- Anni facili, regia di Luigi Zampa (1953)
- Il paese dei campanelli, regia di Jean Boyer (1954)
- Tripoli, bel suol d'amore, regia di Ferruccio Cerio (1954)
- Ridere! Ridere! Ridere!, regia di Edoardo Anton (1954)
- Accadde al commissariato, regia di Giorgio Simonelli (1954)
- Scuola elementare, regia di Alberto Lattuada (1954)
- Rosso e nero, regia di Domenico Paolella (1955)
- Motivo in maschera, regia di Stefano Canzio (1955)
- La moglie è uguale per tutti, regia di Giorgio Simonelli (1955)
- Io piaccio, regia di Giorgio Bianchi (1955)
- Il campanile d'oro, regia di Giorgio Simonelli (1955)
- Accadde al penitenziario, regia di Giorgio Bianchi (1955)
- Mi permette, babbo!, regia di Mario Bonnard (1956)
- I giorni più belli, regia di Mario Mattoli (1956)
- Ho amato una diva, regia di Luigi Latini De Marchi (1957)
- Gente felice, regia di Mino Loy (1957)
- A sud niente di nuovo, regia di Giorgio Simonelli (1957)
- Arrivano i dollari!, regia di Mario Costa (1957)
- Serenate per 16 bionde, regia di Marino Girolami (1957)
- Ricordati di Napoli, regia di Pino Mercanti (1958)
- Mia nonna poliziotto, regia di Steno (1958)
- Marinai, donne e guai, regia di Giorgio Simonelli (1958)
- Un mandarino per Teo, regia di Mario Mattoli (1960)
- Madri pericolose, regia di Domenico Paolella (1960)
- Il terrore della maschera rossa, regia di Luigi Capuano (1960)
- Walter e i suoi cugini, regia di Marino Girolami (1961)
- Pastasciutta nel deserto, regia di Carlo Ludovico Bragaglia (1961)
- Le magnifiche 7, regia di Marino Girolami (1961)
- Bellezze sulla spiaggia, regia di Romolo Guerrieri (1961)
- Twist, lolite e vitelloni, regia di Marino Girolami (1962)
- Lo smemorato di Collegno, regia di Sergio Corbucci (1962)
- Il mio amico Benito, regia di Giorgio Bianchi (1962)
- Gli italiani e le donne, epis. L'abito non fa il monaco, regia di Marino Girolami (1962)
- 2 samurai per 100 geishe, regia di Giorgio Simonelli (1962)
- Canzoni a tempo di twist, regia di Stefano Canzio (1962)
- L'assassino si chiama Pompeo, regia di Marino Girolami (1962)
- Peccati d'estate, regia di Gino Brosio, Giorgio Bianchi (1962)
- Gli onorevoli, regia di Sergio Corbucci (1963)
- Avventura al motel, regia di Renato Polselli (1963)
- Follie d'estate, regia di Carlo Infascelli, Edoardo Anton (1963)
- La pantera rosa, (The Pink Panther) regia di Blake Edwards (1963)
- La vedovella, regia di Silvio Siano (1964)
- I marziani hanno 12 mani, regia di Castellano e Pipolo (1964)
- Le motorizzate, regia di Marino Girolami (1964)
- 7 monaci d'oro, regia di Moraldo Rossi (1966)
- L'immorale, regia di Pietro Germi (1967)
- Tenderly, regia di Franco Brusati (1968)
- Le avventure di Pinocchio, regia di Luigi Comencini (1972)
- La cosa buffa, regia di Aldo Lado (1972)
- Per amore di Poppea, regia di Mariano Laurenti (1977)
- Primo amore, regia di Dino Risi (1978)
- Belli e brutti ridono tutti, regia di Domenico Paolella (1979)
- Uno contro l'altro, praticamente amici, regia di Bruno Corbucci (1981)
- Pierino contro tutti, regia di Marino Girolami (1981)
- Casta e pura, regia di Salvatore Samperi (1981)
- Il marchese del Grillo, regia di Mario Monicelli (1981)
- Pierino colpisce ancora, regia di Marino Girolami (1982)
- W la foca, regia di Nando Cicero (1982)

## Varietà radiofonici Rai
- La Bisarca, rivista radiofonica italiana. Gli autori erano Pietro Garinei e Sandro Giovannini in onda sulla Rete rossa (1948-1950)

## Prosa radiofonica Rai
- Il signor generale, atto unico di Luigi Chiarelli, regia di Guglielmo Morandi, trasmesso il 12 dicembre 1947.

## Televisione
- Stasera Fernandel, episodio Terrore al castello, regia di Camillo Mastrocinque (1968)
- Le avventure di Pinocchio, regia di Luigi Comencini (1972)

Riccardo Billi partecipò inoltre ad alcune serie della rubrica pubblicitaria televisiva Carosello:
- nel 1957, insieme a Mario Riva, pubblicizzò la benzina Esso ed Esso Extra della Esso;
- nel 1958, insieme a Mario Riva, il detersivo Omo della Lever-Gibbs;
- nel 1960, ancora con Mario Riva, il sapone per bucato Omopiù della Lever-Gibbs;
- nel 1962, insieme a Elio Crovetto e Stella Nori, i colori Tintal della Max Meyer.

## Doppiaggio

### Cinema
- Danny Kaye in Sogni proibiti (solo canto)[4]
- Lou Costello in Africa strilla[5]
- Julio Riscal in Il conte Max
- Ugo D'Alessio in  Le avventure di Pinocchio

### Animazione
- Grillo Parlante in Pinocchio (solo per la canzone Una stella cade)[6] e in Bongo e i tre avventurieri[7]
- Pippo in Bongo e i tre avventurieri (solo canto dopp. orig.)[7]